# 南部為重
南部 為重（なんぶ ためしげ）は、南北朝時代の武将。南部氏初期の系譜は異同が激しいため、系譜位置については一定しない。

## 出自
山梨県南部町の諏訪明神社（南部氏祖源義光の勧請）の神官家に伝わる南部氏系図によれば、南部為重（甲斐守）は南部義重の次男で、政時と改名したという。子は重時、重光、春重。
『寛政重修諸家譜』の南部系図では南部茂時の子で信長（実は茂時弟）の次弟とある。
盛岡藩による藩士家系譜集『参考諸家系図』によれば義行の長子で茂時・信長らの兄。別名を仲行・為長・茂長。南朝に仕えたが子孫伝を失うという。なお「参考諸家系図」には別系図もあり、そこでは経歴は同じだが義行の弟、かつ仲行は甥で別人とある。
盛岡の郷土研究雑誌『南部史談会誌』（1937年刊、1983年再刊）によれば、「南部茂長 南部茂時ノ子南部仲行ノ一名ナリ」とした上で「茂時ノ子、茂長祐長南朝ニ仕ヘ茂長感状ヲ賜ハリ、祐長ハ津軽郡ヲ賜ヒ両君共ニ甲斐破切井ヲ継グト有リ」と述べる。
『九戸戦史』　岩館武敏、明治40年(1907年）刊行、所収「一戸南部系図」では義行の子で、父に継ぎ南部庄に居た義重の弟、四郎仲行としてみえる。延元2年（1337年）に兄南部信長（行長・又次郎）に従い吉野行宮で拝謁、左近将監に任じられ糠部の宗家の為に鹿角を守っている。

## 略歴
- 南部仲行（左近将監）

南部義重の弟で、南部茂時の次男ともされる南部為重の別名南部仲行（左近将監）の事跡。『南部史談会誌』より
1319年（元応元年）、仲行は兄信長、弟茂行等と、兄茂時に従い糠部へ向かう。茂時は常に鎌倉に居て国務は信長に任せた。（また同書において祐長と茂行は同一人物としている）
1322年（元亨2年）安藤堯勢が北条氏に叛き高時は兵を出したが治まらないため、仲行、信長の命に拠って兵を率い、畑時能と共に堯勢を藤崎城に攻めて之を降した。
1335年（建武2年）12月、北畠顕家が義良親王を奉じた尊氏追討の西上軍に兄の南部信長ら3兄弟と共に従っている。近世こもんじょ館の南部氏関係資料では根城南部氏の南部信政、南部信光が西上に加わったとしている。
1337年　仲行、(延元2年）からの足利尊氏追討第二次西上での北畠顕家、に兄の南部信長ら3兄弟と共に従う。
1338年（延元3年）1月の、青野ヶ原の戦い後、吉野に向かった顕家に、仲行は兄信長ら3兄弟と共に従い行宮に謁して左近将監を任ぜられる。この後顕家は兵を分け、仲行は信長、結城、信夫、下山、と援兵となり北畠顕信が寄る男山に到る。同年5月22日、「石津の戦い」で北畠顕家、南部師行らが戦死。
1340年（興国元年）仲行、兄信長らと共に糠部に帰還し、信長の命により鹿角を守る。またこの時に津軽外浜は弟の茂行（政光）に守らせたとしている。
1345年（興国6年）に仲行は鹿角の賊を討って功あり、[北畠顕信]は書を賜って其の功を賞している。
1346年（正平元年）7月に南部仲行は没している。
ただし同書中、南部奮記によれば、信長は多く「安倍野」に戦死したとしている。また信長は顕家の弟・顕信の任に就き石塔義房との戦に戦死するなどがあるとする。
- 南部為重（甲斐守）

1336年（延元元年）5月19日、湊川の戦いから離れた新田勢、6千余騎を加え、6萬餘騎の中の、武家方の近習として、後醍醐天皇の叡山臨幸の供奉に従い、京の比叡山に入る。
同年10月10日、北国落ちの東宮、新田義貞ら七千余騎の公卿、武士らとは別に、和睦のため山門より出、後醍醐天皇の還幸の供奉に従い京へ向かう武家、七百餘騎中に南部甲斐守為重あり。
南部義重の弟または次男とされる南部為重（甲斐守）の事績としては、現在の流布版『太平記』によれば、南部為重は、新田義貞北国落事の段に南部甲斐守為重、の名で登場する。
- 南部為重（左近将監）

1345年（興国6年）3月26日鹿角での戦功を北畠顕信から顕彰される。
南部茂時の次男とされる為重の事績は「寛政重修諸家譜」などにみえる。この為重の事績は同年の仲行の事績と重り、尚且つ、鹿角市年表 によれば、年代は若干異なるが、南部信政も鹿角での同様な戦功を顕彰されているようだ。

## 異説
『八戸根城と南部家文書』（小井田幸哉、1989年）では、1345年（興国）6年3月26日に北畠顕信から顕彰された南部左近将監は南部信政であるとして盛岡南部家には該当する人がいないとする。しかし、南部政長の子とされ、信光の父、且つ師行の養子ともされる南部信政は、前述されている事績と官名が南部為重（仲行）と重複する部分があり、同一人物の可能性がある。